# Drążek (balet)
Drążek (barre) – w terminologii tańca klasycznego, to drewniana poręcz przymocowana na stałe do ściany (może również być przenośna), przy której uczniowie, jak i profesjonalni tancerze wykonują początkowe ćwiczenia podczas lekcji tańca klasycznego. Ułatwia on utrzymanie równowagi, odpowiedniej postawy ciała i zastępuje również rękę partnera.
"Drążkiem" często nazywana jest pierwsza część ćwiczeń, a druga, która jest wykonywana na środku sali, to po prostu "środek".